# MSDOS.SYS
MSDOS.SYS是MS-DOS和Windows 9x操作系统中的系统文件。在从 1.1x 到 6.22 的 MS-DOS 版本中，该文件包含 MS-DOS内核并负责文件访问和程序管理。 MSDOS.SYS由DOS BIOS IO.SYS作为引导过程的一部分。在 MS-DOS 的某些 OEM 版本中，该文件被命名为MSDOS.COM 。
在Windows 95（MS-DOS 7.0）到Windows Me（MS-DOS 8.0）中，DOS 内核已与 DOS BIOS 合并为一个文件IO.SYS（又名WINBOOT.SYS），而MSDOS.SYS变成了一个包含引导配置指令的纯文本文件。如果WINBOOT.INI文件存在，系统将从WINBOOT.INI讀取配置而不是来自MSDOS.SYS。当Windows 9x安装在预先存在的DOS安装上时，只要Windows的双启动功能启动了先前的操作系统，Windows文件會被暂时命名为MSDOS.W40。同样，只要Windows 9x处于活动状态，老系统的MSDOS.SYS就被命名为MSDOS.DOS。
某些 DOS 实用程序需要MSDOS.SYS文件的最小文件大小至少为 1 KB。这就是为什么自Windows 95以来，在MSDOS.SYS配置文件中通常会有一个大注释的原因。
默认情况下，该文件位于可引导驱动器/分区的根目录C:\ ），并设置了隐藏、只读和系统文件属性。
由前东德VEB Robotron使用，從MS-DOS 衍生的Disk Control Program（DCP）以DCDOS.SYS命名之。
IBM PC DOS以及5.0版後的DR DOS （DR-DOS 7.06 除外）使用文件IBMDOS.COM用于相同目的，而 DR-DOS 3.31 到 3.41 使用DRBDOS.SYS代替。FreeDOS使用文件KERNEL.SYS代替。
基於Windows NT的操作系统（NT 3.1-4、2000、XP 和 2003）使用NTLDR文件，而 NT 6+ 操作系统（Vista2008、7、8、8.1 和 10）使用Windows開機管理程式，因为它们有不同的启动顺序。

## 注解
1. ↑  在沒有被修改過的MSDOS.SYS中的佔位區塊解釋了原因：The following lines are required for compatibility with other programs. Do not remove them (MSDOS.SYS needs to be >1024 bytes).
翻譯：以下文本對於和其他軟件的兼容性是必須的。不要移除他們（MSDOS.SYS必須大於1024位元組）。